# Liste der Biografien/Kid
Liste der Biografien |
Portal Biografien |
Personensuche
# |
A |
B |
C |
D |
E |
F |
G |
H |
I |
J |
K |
L |
M |
N |
O |
P |
Q |
R |
S |
T |
U |
V |
W |
X |
Y |
Z |
?
 
Ka |
Kb |
Kc |
Kd |
Ke |
Kf |
Kg |
Kh |
Ki |
Kj |
Kl |
Km |
Kn |
Ko |
Kp |
Kr |
Ks |
Kt |
Ku |
Kv |
Kw |
Ky |
Kx |
Kz
 
Kia |
Kib |
Kic |
Kid |
Kie |
Kif |
Kig |
Kih |
Kii |
Kij |
Kik |
Kil |
Kim |
Kin |
Kio |
Kip |
Kir |
Kis |
Kit |
Kiu |
Kiv |
Kiw |
Kix |
Kiy |
Kiz
Die Liste der Biografien führt alle Personen auf, die in der deutschsprachigen Wikipedia einen Artikel haben. Dieses ist eine Teilliste mit 129 Einträgen von Personen, deren Namen mit den Buchstaben „Kid“ beginnt.

## Kid
- Kid Azteca (1913–2002), mexikanischer Boxer (Weltergewicht)
- Kid Capri (* 1967), US-amerikanischer Hip-Hop-DJ
- Kid Chocolate (1910–1988), kubanischer Boxer
- Kid Crème (* 1974), italienischer House-DJ und Produzent
- Kid Cudi (* 1984), US-amerikanischer Rapper, Songwriter und SchauspielerKid Cudi (* 1984)

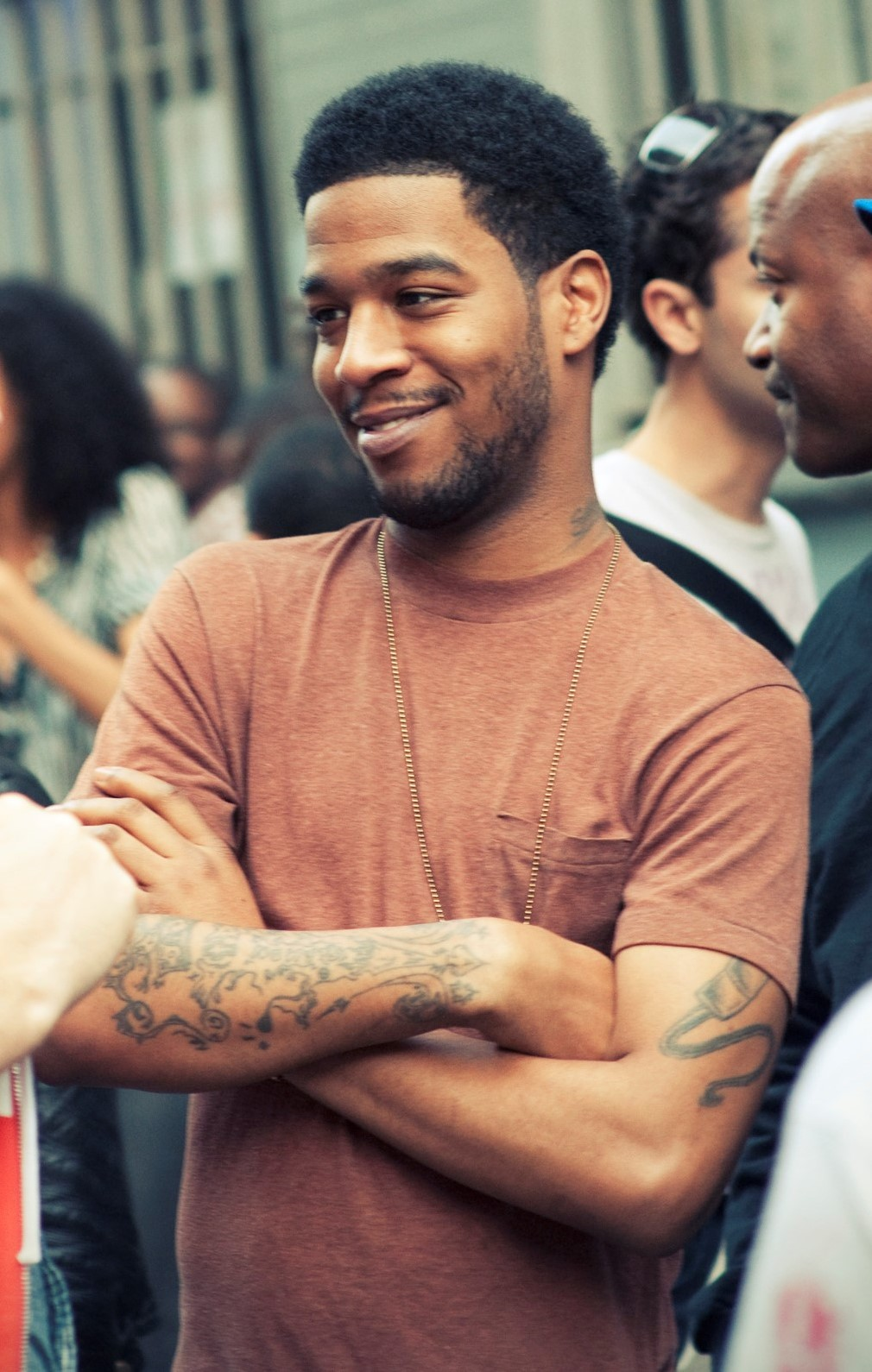
Kid Cudi (* 1984)

- Kid Frost (* 1964), US-amerikanischer Rapper
- Kid Harpoon (* 1982), englischer Songwriter und Musikproduzent
- Kid Ink (* 1986), US-amerikanischer Rapper, R&B-Sänger, Produzent und Songwriter
- Kid Kapri (* 2002), deutscher Rapper
- Kid Koala (* 1974), kanadischer DJ, Musikproduzent
- Kid Laroi, The (* 2003), australischer Rapper
- Kid Loco (* 1964), französischer Disc-Jockey und Musikproduzent
- Kid Rock (* 1971), US-amerikanischer Musiker
- Kid Sheik Cola (1908–1996), US-amerikanischer Jazz-Trompeter
- Kid Simius (* 1987), deutscher Live-DJ
- Kid Thomas (1934–1970), US-amerikanischer Blues- und Rock-’n’-Roll-Musiker
- Kid, Mary (1904–1986), deutsche Schauspielerin
- Kid, Shawn the Savage (* 1989), deutscher Rapper, Songwriter, Musikproduzent und Sozialwissenschaftler

### Kida
- Kida, Hinata (* 2000), japanischer Fußballspieler
- Kida, Masao (* 1968), japanischer Baseballspieler
- Kida, Mayu (* 1982), japanische Sprinterin
- Kida, Minoru (1895–1975), japanischer Schriftsteller
- Kida, Ryōga (* 2005), japanischer Fußballspieler
- Kida, Ryōma (* 1997), japanischer Fußballspieler
- Kida, Takuya (* 1994), japanischer Fußballspieler
- Kidali, Koitatoi (* 2003), kenianischer Mittelstreckenläufer
- Kidambi, Amirtha, US-amerikanische Jazzmusikerin
- Kidambi, Srikanth (* 1993), indischer Badmintonspieler
- Kidan, Tesfaye Gebre († 2004), äthiopischer General und Politiker
- Kidane, Desiet (2000–2021), eritreische Radrennfahrerin
- Kidane, Etalemahu (* 1983), äthiopische Mittelstreckenläuferin
- Kidane, Werknesh (* 1981), äthiopische Langstreckenläuferin
- Kidani, Takaaki (* 1960), japanischer Geschäftsmann
- Kidawa-Błońska, Małgorzata (* 1957), polnische Filmproduzentin und Politikerin der Bürgerplattform
- Kidawa-Błoński, Jan (* 1953), polnischer Filmregisseur und Filmproduzent

### Kidb
- Kidby, Paul (* 1964), britischer Künstler und Zeichner

### Kidd
- Kidd, Alexander, britischer Tauzieher
- Kidd, Benjamin (1858–1916), britischer Soziologe
- Kidd, Bill (* 1956), schottischer Politiker
- Kidd, Billy (* 1943), US-amerikanischer Skirennläufer
- Kidd, Brian (* 1949), englischer Fußballspieler und Trainer
- Kidd, Bruce (* 1943), kanadischer Sporthistoriker
- Kidd, Carol (* 1945), britische Jazz-Sängerin
- Kidd, Chip (* 1964), US-amerikanischer Buchillustrator und Autor
- Kidd, Delena (* 1935), britische Schauspielerin
- Kidd, Facundo (* 1997), uruguayischer Fußballspieler
- Kidd, Ian G. (1922–2011), britischer Altphilologe und Philosophiehistoriker
- Kidd, Isaac C. (1884–1941), US-amerikanischer Konteradmiral und der erste gefallene US-amerikanische Admiral im Zweiten WeltkriegIsaac C. Kidd (1884–1941)

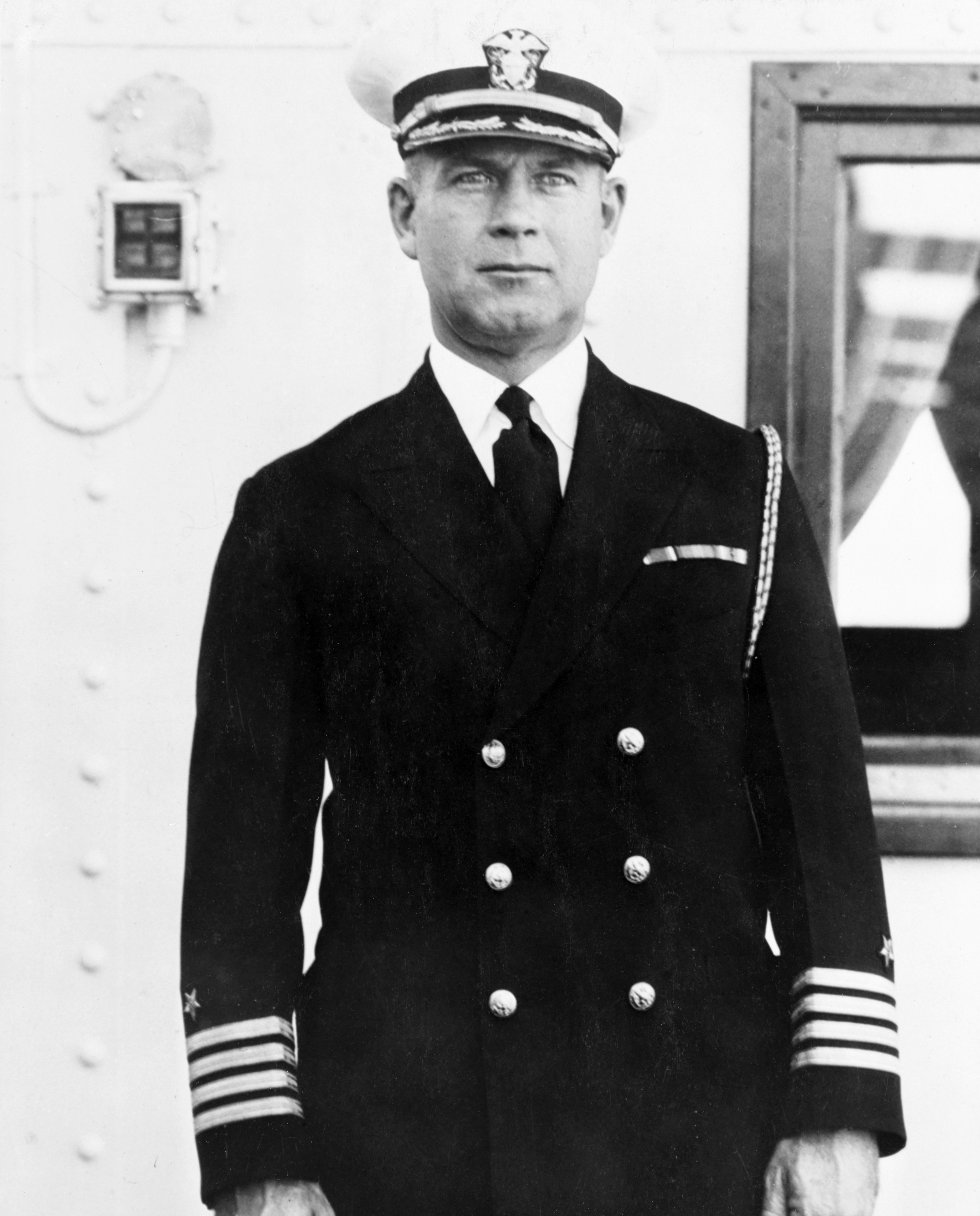
Isaac C. Kidd (1884–1941)

- Kidd, Jack, britischer Polospieler
- Kidd, James Hutton (1877–1945), neuseeländischer Obstbauer und -züchter
- Kidd, Jason (* 1973), US-amerikanischer BasketballspielerJason Kidd (* 1973)

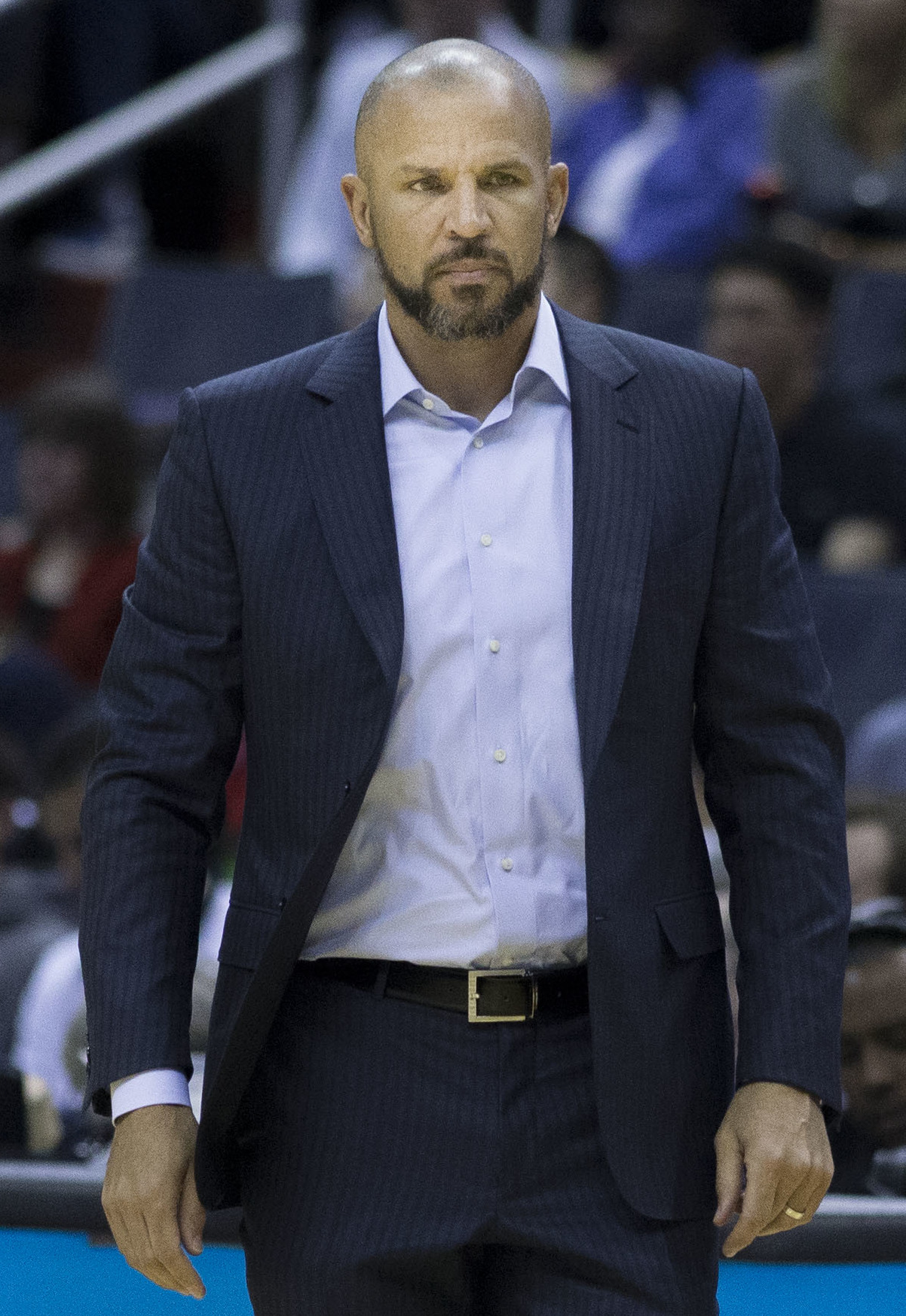
Jason Kidd (* 1973)

- Kidd, Jodie (* 1978), britische Schauspielerin, Model und Fernsehpersönlichkeit
- Kidd, John (1775–1851), englischer Mediziner, Chemiker und Geologe
- Kidd, John Thomas (1868–1950), kanadischer römisch-katholischer Geistlicher, Bischof von London (Ontario)
- Kidd, Johnny (1935–1966), englischer Sänger
- Kidd, Lena (1924–2003), britische Jazzmusikerin (Saxophon, Klarinette)
- Kidd, Margaret (1900–1989), schottische Rechtsanwältin
- Kidd, Michael (1915–2007), US-amerikanischer Choreograf
- Kidd, Nicholas (* 1981), australischer Badmintonspieler
- Kidd, Ronald (1889–1942), britischer Bürgerrechtler
- Kidd, Sam (1931–2025), US-amerikanischer Jazzmusiker (Bass)
- Kidd, Sue Monk (* 1948), US-amerikanische Schriftstellerin
- Kidd, Tom (1848–1884), schottischer Golfer
- Kidd, Tom (* 1945), australischer Curler
- Kidd, Trevor (* 1972), kanadischer Eishockeytorwart
- Kidd, Tyson (* 1980), kanadischer Wrestler
- Kidd, William (1654–1701), schottisch-amerikanischer Freibeuter
- Kidd, William, englischer Badmintonspieler
- Kidd-Gilchrist, Michael (* 1993), US-amerikanischer Basketballspieler
- Kidda (* 1997), schwedischer Rapper und Songwriter
- Kidde, Harald (1878–1918), dänischer Schriftsteller
- Kidder, Alfred (1885–1963), US-amerikanischer Archäologe und Anthropologe
- Kidder, David (1787–1860), US-amerikanischer Politiker
- Kidder, Henry Purkitt (1823–1886), US-amerikanischer Geschäftsmann und Philanthrop
- Kidder, Janet, kanadische Schauspielerin
- Kidder, Jefferson P. (1815–1883), US-amerikanischer Politiker
- Kidder, Margot (1948–2018), kanadisch-US-amerikanische SchauspielerinMargot Kidder (1948–2018)

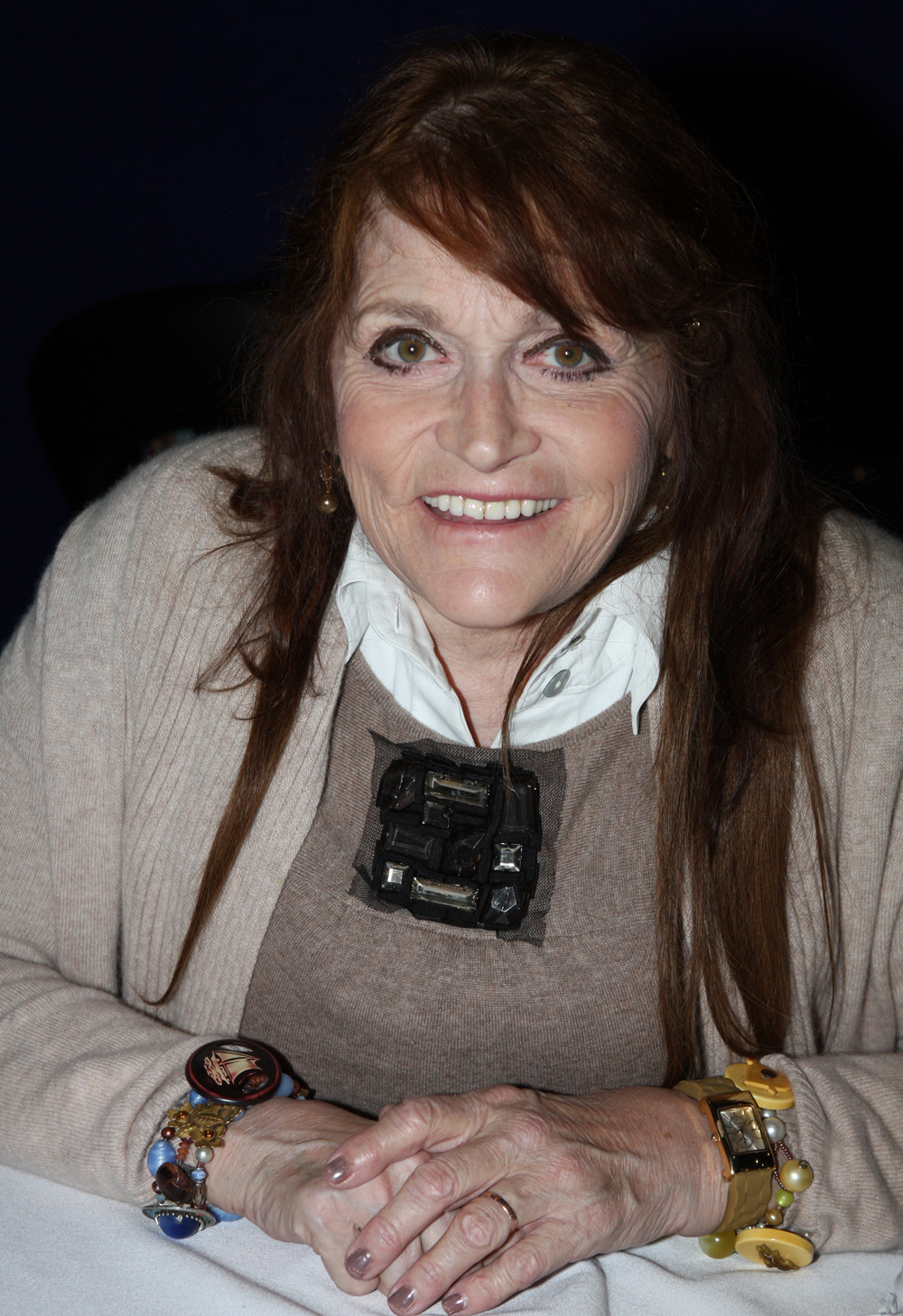
Margot Kidder (1948–2018)

- Kidder, Ray (1923–2019), US-amerikanischer Physiker
- Kidder, Richard († 1703), britischer Theologe und Bischof von Bath und Wells
- Kidder, Tracy (* 1945), US-amerikanischer Buchautor
- Kiddle, Jackie (* 1994), neuseeländische Ruderin
- Kiddle, Lawrence B. (1907–1991), US-amerikanischer Romanist und Hispanist

### Kide
- Kide, Yūto (* 1999), japanischer Fußballspieler
- Kidera, Kōichi (* 1972), japanischer Fußballspieler
- Kiderle, Franz (1816–1884), österreichischer Politiker
- Kiderlen, Hans-Joachim (* 1943), deutscher Diplomat und Theologe
- Kiderlen, Pim (1868–1931), niederländischer Radsportler
- Kiderlen-Waechter, Alfred von (1852–1912), deutscher DiplomatAlfred von Kiderlen-Waechter (1852–1912)

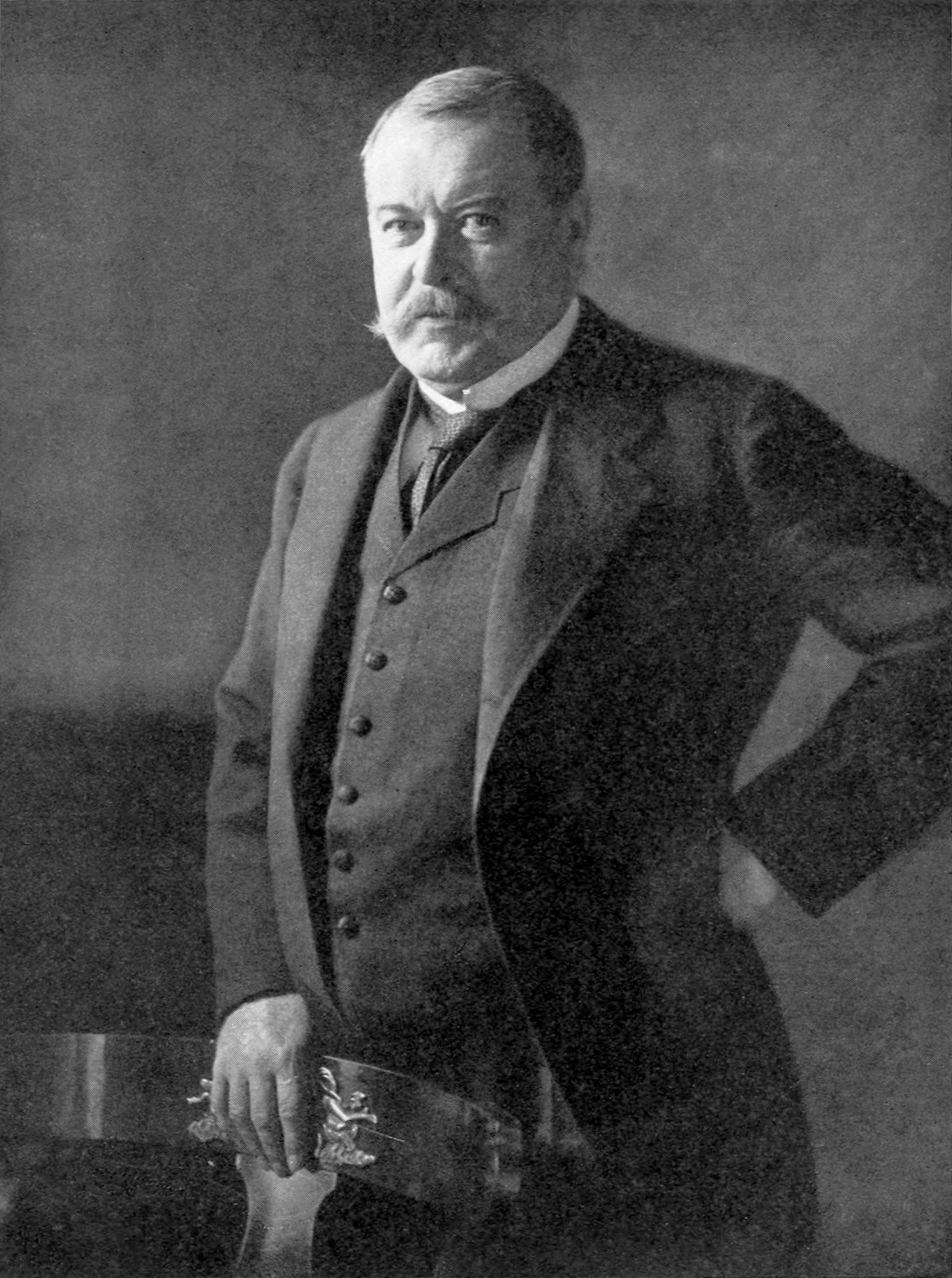
Alfred von Kiderlen-Waechter (1852–1912)

### Kidi
- Kidiaba, Muteba (* 1976), kongolesischer Fußballtorwart
- Kididromo, Livai (* 1959), fidschianischer Rugbyspieler
- Kidin-Ḫutran I., elamitischer König
- Kidin-Ḫutran II., König von Elam
- Kidin-Ḫutran III., König von Elam
- Kidinnu († 330 v. Chr.), chaldäischer Astronom und Mathematiker
- Kidinu, elamitischer König

### Kidj
- Kidjajew, Alexander (* 1940), sowjetischer Gewichtheber
- Kidjajew, Juri Konstantinowitsch (* 1955), sowjetisch-russischer Handballspieler und -trainer
- Kidjo, Angélique (* 1960), beninisch-französische Musikerin, Choreografin, Sängerin, Komponistin und Songpoetin

### Kidl
- Kidler, Johann Georg (1674–1706), deutscher Weinwirt in München und bayerischer Freiheitskämpfer

### Kidm
- Kidman, Antonia (* 1970), australische Journalistin, Fernsehmoderatorin und Produzentin
- Kidman, Antony (1938–2014), australischer Psychologe und Biochemiker
- Kidman, Billy (* 1974), US-amerikanischer Wrestler
- Kidman, Nicole (* 1967), amerikanisch-australische Schauspielerin und FilmproduzentinNicole Kidman (* 1967)

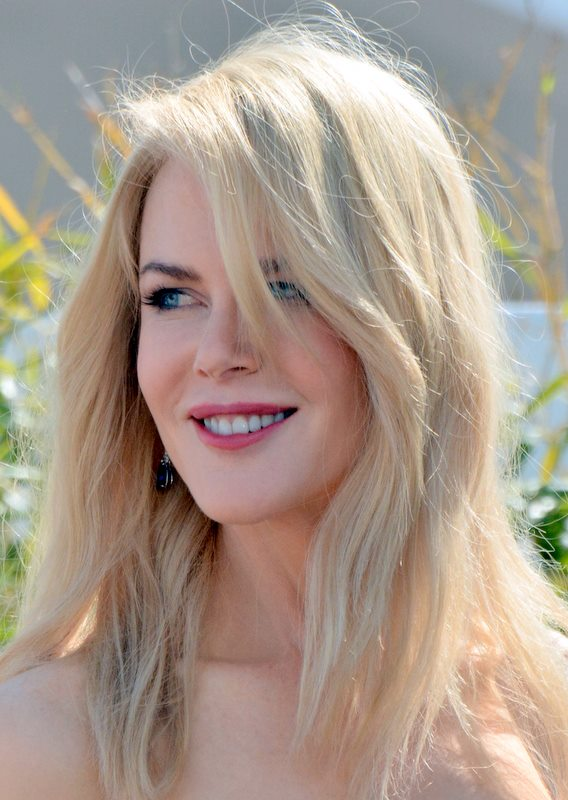
Nicole Kidman (* 1967)

- Kidman, Sidney (1857–1935), australischer Geschäftsmann

### Kidn
- Kidner, Dave (* 1949), britischer Zehnkämpfer
- Kidney, Ric (* 1935), US-amerikanischer Filmproduzent

### Kido
- Kido, Eiichi (* 1957), japanischer Politikwissenschaftler und Friedensaktivist
- Kido, Kōichi (1889–1977), japanischer Politiker und Kriegsverbrecher
- Kido, Kōki (* 1995), japanischer Fußballspieler
- Kido, Markis (1984–2021), indonesischer Badmintonspieler
- Kido, Shirō (1894–1977), japanischer Filmproduzent
- Kido, Shuma (* 2003), japanischer Fußballspieler
- Kido, Takayoshi (1833–1877), japanischer Politiker und Staatsmann von Japan
- Kidoku, Naoto (* 1994), japanischer Fußballspieler
- Kidowaki, Maya (* 1969), japanische Tennisspielerin

### Kidr
- Kidrič, Boris (1912–1953), jugoslawischer Politiker
- Kidron, Beeban (* 1961), britische Filmregisseurin und Filmproduzentin
- Kidruk, Max (* 1984), ukrainischer Autor von Reiseberichten und Belletristik

### Kids
- Kidsada Prissa (* 1986), thailändischer Fußballspieler
- Kidson, Elsa (1905–1979), neuseeländische Chemikerin und Bildhauerin
- Kidston, Glen (1899–1931), englischer Autorennfahrer
- Kidston, Robert (1852–1924), schottischer Botaniker

### Kidu
- Kidude, Bi († 2013), tansanische Taarab-Sängerin

### Kidw
- Kidwai, Akhlaqur Rahman (1920–2016), indischer Chemiker, Hochschullehrer und Politiker
- Kidwai, Saleem (1951–2021), indischer Historiker, Autor und Hochschullehrer
- Kidwell, Kane (* 2002), thailändisch-US-amerikanischer Fußballspieler
- Kidwell, Margaret (* 1933), britisch-amerikanische Evolutionsbiologin
- Kidwell, Susan (* 1954), US-amerikanische Paläontologin und Paläoökologin
- Kidwell, Zedekiah (1814–1872), US-amerikanischer Politiker